# Comuna Davîdivka, Iakîmivka
Davîdivka (în ucraineană Давидівка) este o comună în raionul Iakîmivka, regiunea Zaporijjea, Ucraina, formată din satele Andriivka, Davîdivka (reședința) și Vovceanske.

## Demografie
Componența lingvistică a comunei Davîdivka
     Ucraineană (88,9%)
     Rusă (9,24%)
     Alte limbi (0,52%)
Conform recensământului din 2001, majoritatea populației comunei Davîdivka era vorbitoare de ucraineană (88,9%), existând în minoritate și vorbitori de rusă (9,24%).